# 海科·韦斯特曼
海科·韦斯特曼（德語：Heiko Westermann，1983年8月14日—）出生於巴伐利亚阿尔策瑙（Alzenau），德国足球运动员，司職後衛，效力奧地利足球超級聯賽球會奧地利維也納。

## 生平

### 球會
韋斯達文之前他效力一些小型球會，至2007年加盟了沙尔克04。2010年7月，韋斯達文以750萬歐元加盟漢堡，簽約五年。

### 國家隊
他於2008年歐洲國家盃入選了德國國家隊。